# Shikata Nao
Shikata Nao (四方 菜穂, sinh ngày 5 tháng 11 năm 1979) là một cựu cầu thủ bóng đá nữ người Nhật Bản.

## Đội tuyển bóng đá nữ quốc gia Nhật Bản
Shikata Nao thi đấu cho đội tuyển bóng đá nữ quốc gia Nhật Bản từ năm 2001 đến 2006.

## Thống kê sự nghiệp
| Nhật Bản  | Nhật Bản | Nhật Bản |
| Năm       | Trận     | Bàn      |
| --------- | -------- | -------- |
| 2001      | 3        | 0        |
| 2002      | 0        | 0        |
| 2003      | 0        | 0        |
| 2004      | 1        | 0        |
| 2005      | 2        | 0        |
| 2006      | 2        | 0        |
| Tổng cộng | 8        | 0        |